# Брезовиця-при-Боровниці
Брезовиця-при-Боровниці (словен. Brezovica pri Borovnici) — поселення в общині Боровниця, Осреднєсловенський регіон, Словенія. Висота над рівнем моря: 312,3 м.